# Qualificazioni al campionato mondiale femminile di pallavolo 2010 (CEV)
Le qualificazioni per il campionato mondiale femminile di pallavolo 2010 dell'Europa, hanno messo in palio 8 posti per il campionato mondiale femminile di pallavolo 2010. Delle 56 squadre europee appartenenti alla CEV e avanti diritto di partecipare alle qualificazioni, ne partecipano 32. Non partecipa la Russia, già qualificata in quanto campione del mondo in carica.

## Squadre partecipanti
| - Albania - Austria - Azerbaigian - Belgio - Bielorussia - Bosnia ed Erzegovina - Bulgaria - Croazia | - Danimarca - Estonia - Finlandia - Francia - Georgia - Germania - Grecia - Israele | - Italia - Moldavia - Montenegro - Paesi Bassi - Polonia - Portogallo - Regno Unito - Rep. Ceca | - Romania - Serbia - Slovacchia - Slovenia - Spagna - Turchia - Ucraina - Ungheria |

## Prima fase

### Squadre partecipanti
| - Austria - Bosnia ed Erzegovina - Danimarca - Estonia - Georgia - Israele | - Moldavia - Montenegro - Portogallo - Regno Unito - Slovenia - Ungheria |

### Gironi
| Girone A                                       | Girone B                                  | Girone C                           |
| ---------------------------------------------- | ----------------------------------------- | ---------------------------------- |
| Austria Bosnia ed Erzegovina Slovenia Ungheria | Israele Montenegro Portogallo Regno Unito | Danimarca Estonia Georgia Moldavia |

### Qualificate alla seconda fase
- Israele
- Moldavia
- Slovenia
- Ungheria

## Seconda fase

### Squadre partecipanti
| - Albania - Azerbaigian - Belgio - Bielorussia - Bulgaria - Croazia - Finlandia - Francia - Grecia | - Israele - Moldavia - Rep. Ceca - Romania - Slovacchia - Slovenia - Spagna - Ucraina - Ungheria |

### Gironi
| Girone D                                | Girone E                           | Girone F                                    | Girone G                                 |
| --------------------------------------- | ---------------------------------- | ------------------------------------------- | ---------------------------------------- |
| Azerbaigian Bielorussia Israele Ucraina | Belgio Croazia Slovacchia Ungheria | Albania Bulgaria Moldavia Rep. Ceca Romania | Finlandia Francia Grecia Slovenia Spagna |

### Qualificate alla terza fase
| - Azerbaigian - Belgio - Bielorussia - Bulgaria - Croazia | - Francia - Rep. Ceca - Romania - Slovenia - Spagna |

## Terza fase

### Squadre partecipanti
| - Azerbaigian - Belgio - Bielorussia - Bulgaria - Croazia - Francia - Germania - Italia | - Paesi Bassi - Polonia - Rep. Ceca - Romania - Serbia - Slovenia - Spagna - Turchia |

### Gironi
| Girone H                              | Girone I                      | Girone J                       | Girone K                                  |
| ------------------------------------- | ----------------------------- | ------------------------------ | ----------------------------------------- |
| Bielorussia Bulgaria Italia Rep. Ceca | Croazia Romania Serbia Spagna | Belgio Francia Polonia Turchia | Azerbaigian Germania Paesi Bassi Slovenia |

## Qualificate ai mondiali
- Croazia
- Germania
- Italia
- Paesi Bassi
- Polonia
- Rep. Ceca
- Serbia
- Turchia